# العلاقات اليابانية اللاتفية
العلاقات اليابانية اللاتفية هي العلاقات الثنائية التي تجمع بين اليابان ولاتفيا.

## مقارنة بين البلدين
هذه مقارنة عامة ومرجعية للدولتين:
| وجه المقارنة                                              | اليابان         | لاتفيا                                             |
| --------------------------------------------------------- | --------------- | -------------------------------------------------- |
| المساحة (كم2)                                             | 377.97 ألف      | 64.59 ألف                                          |
| عدد السكان (نسمة)                                         | 126.79 مليون    | 1.93 مليون                                         |
| الكثافة السكانية (ن./كم²)                                 | 335.45          | 29.88                                              |
| العاصمة                                                   | طوكيو           | ريغا                                               |
| اللغة الرسمية                                             | اللغة اليابانية | اللغة اللاتفية                                     |
| العملة                                                    | ين ياباني       | يورو، لاتس لاتفي، الروبل اللاتفي ‏، الروبل اللاتفي ‏ |
| الناتج المحلي الإجمالي (بليون دولار)                      | 4.87 تريليون    | 30.26 مليار                                        |
| الناتج المحلي الإجمالي (تعادل القوة الشرائية) بليون دولار | 5.18 تريليون    | 49.24 مليار                                        |
| الناتج المحلي الإجمالي الاسمي للفرد دولار أمريكي          | 34.52 ألف       | 14.06 ألف                                          |
| الناتج المحلي الإجمالي للفرد دولار أمريكي                 | 36.62 ألف       | 23.55 ألف                                          |
| مؤشر التنمية البشرية                                      | 0.903           | 0.819                                              |
| رمز المكالمات الدولي                                      | +81             | +371                                               |
| رمز الإنترنت                                              | .jp             | .lv                                                |
| المنطقة الزمنية                                           | توقيت اليابان   | ت ع م+02:00، ت ع م+03:00، أوروبا/ريغا ‏             |

## مدن متوأمة
في ما يلي قائمة باتفاقيات التوأمة بين مدن يابانية ولاتفية:
- ترتبط كوبه مع ريغا باتفاقية توأمة منذ 19 مايو 1969.

## منظمات دولية مشتركة
يشترك البلدان في عضوية مجموعة من المنظمات الدولية، منها:
| علم المنظمة | اسم المنظمة                               | تاريخ انضمام اليابان | تاريخ انضمام لاتفيا |
| ----------- | ----------------------------------------- | -------------------- | ------------------- |
|             | منظمة التعاون الاقتصادي والتنمية          | ?                    | 16 يونيو 2016       |
|             | منظمة التجارة العالمية                    | ?                    | 1999                |
|             | الاتحاد البريدي العالمي                   | ?                    | ?                   |
|             | مجموعة الموردين النوويين                  | ?                    | ?                   |
|             | يونسكو                                    | 2 يوليو 1951         | 9 يوليو 1951        |
|             | الفريق المعني برصد الأرض                  | ?                    | ?                   |
|             | مؤسسة التمويل الدولية                     | 20 يوليو 1956        | 29 سبتمبر 1993      |
|             | المركز الدولي لتسوية المنازعات الاستشارية | 16 سبتمبر 1967       | 7 سبتمبر 1997       |
|             | منظمة حظر الأسلحة الكيميائية              | ?                    | ?                   |
|             | مؤسسة التنمية الدولية                     | 27 ديسمبر 1960       | 11 أغسطس 1992       |
|             | مجموعة أستراليا                           | 1985                 | 2004                |
|             | وكالة ضمان الاستثمار متعدد الأطراف        | 12 أبريل 1988        | 21 أغسطس 1998       |
|             | الاتحاد الدولي للاتصالات                  | 29 يناير 1879        | 11 ديسمبر 1921      |
|             | منظمة الشرطة الجنائية الدولية             | ?                    | ?                   |
|             | الأمم المتحدة                             | 18 ديسمبر 1956       | 17 سبتمبر 1991      |
|             | البنك الدولي للإنشاء والتعمير             | 13 أغسطس 1952        | 11 أغسطس 1992       |
|             | المنظمة الهيدروغرافية الدولية             | ?                    | ?                   |

## وصلات خارجية
- موقع وزارة الخارجية اليابانية
- موقع وزارة الخارجية اللاتفية